# Козинкевич Едвард Теодорович
Едвард (Едуард) Теодорович Козинкевич (23 травня 1949, Львів — 15 листопада 1994, Львів) — український радянський футболіст і тренер. Нападник, виступав за команди СКА (Львів), «Шахтар» (Донецьк), «Карпати» (Львів), «Динамо» (Москва). Провів 6 ігор (1 гол) за збірну Радянського Союзу. Віце-чемпіон Європи 1972. Майстер спорту міжнародного класу СРСР.

## Біографія

### Клубна кар'єра
Вихованець львівської СДЮШОР-4. 
Перший тренер: Святослав Канич. Він віддзначив, що з самого початку своєї ігрової кар'єри «Казік» (так називали Козинкевича фанати) вмів взаємодіяти з м'ячем настільки, що вчити його у цьому було практично нікому.
Почав кар'єру футболіста у львівському СКА. У команді провів 73 матча і забив 13 голів.
З 1970 по 1972 роки виступав за донецький «Шахтар». У 1970 році отримав звання майстер спорту. 
У 1972 році «Шахтар» вилітає у Першу лігу чемпіонату СРСР з футболу. Через це, порадившись з матір'ю, Козинкевич вирішує повернутися до Львова та долучився до складу львівських «Карпат», за які грав наступні 2 сезони.
У 1975 році виступав за московське «Динамо», у складі клубу став бронзовим призером чемпіонату. Завершив кар'єру у львівських «Карпатах» у 1978 році.
Технічний, швидкий, результативний нападник. Входив до списку 33 найкращих футболістів СРСР (1970, 1971) і УРСР (1970, 1971, 1972, 1974, 1976).

### Кар'єра в збірній
2 червня 1971 року дебютував у олімпійській збірній СРСР в матчі проти Голландії (4:0), в цьому матчі Козинкевич забив 2 голи. У складі олімпійської збірної всього провів 4 матчі і забив 3 голи.
У національній збірній СРСР дебютував 19 квітня 1972 року в матчі проти Перу (2:0). Козинкевич потрапив у заявку на чемпіонату Європи 1972 в Бельгії. Едвард взяв участь у провальному матчі для СРСР проти ФРН (3:0), Козинкевич вийшов на 63 хвилині замість Анатолія Банішевського. Всього за збірну СРСР провів 6 матчів і забив 1 гол.

### Тренерська кар'єра
Після закінчення ігрової кар'єри став тренером у ДЮСШ СКА (Львів). Був тренером у львівському спортінтернаті. Також тренував американський «Тризуб» з Філадельфії.

### Смерть і шана

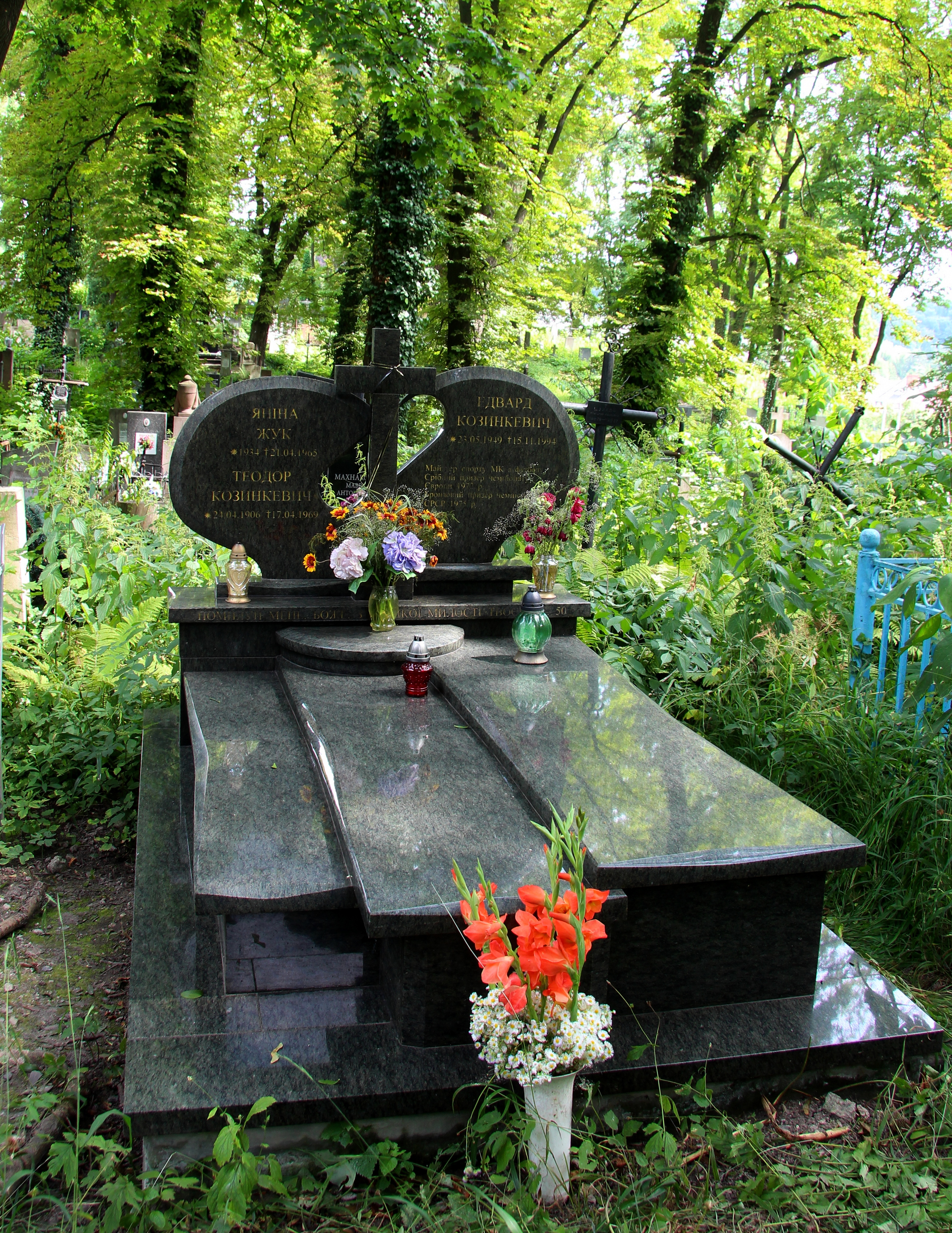
Могила на Личаківському цвинтарі

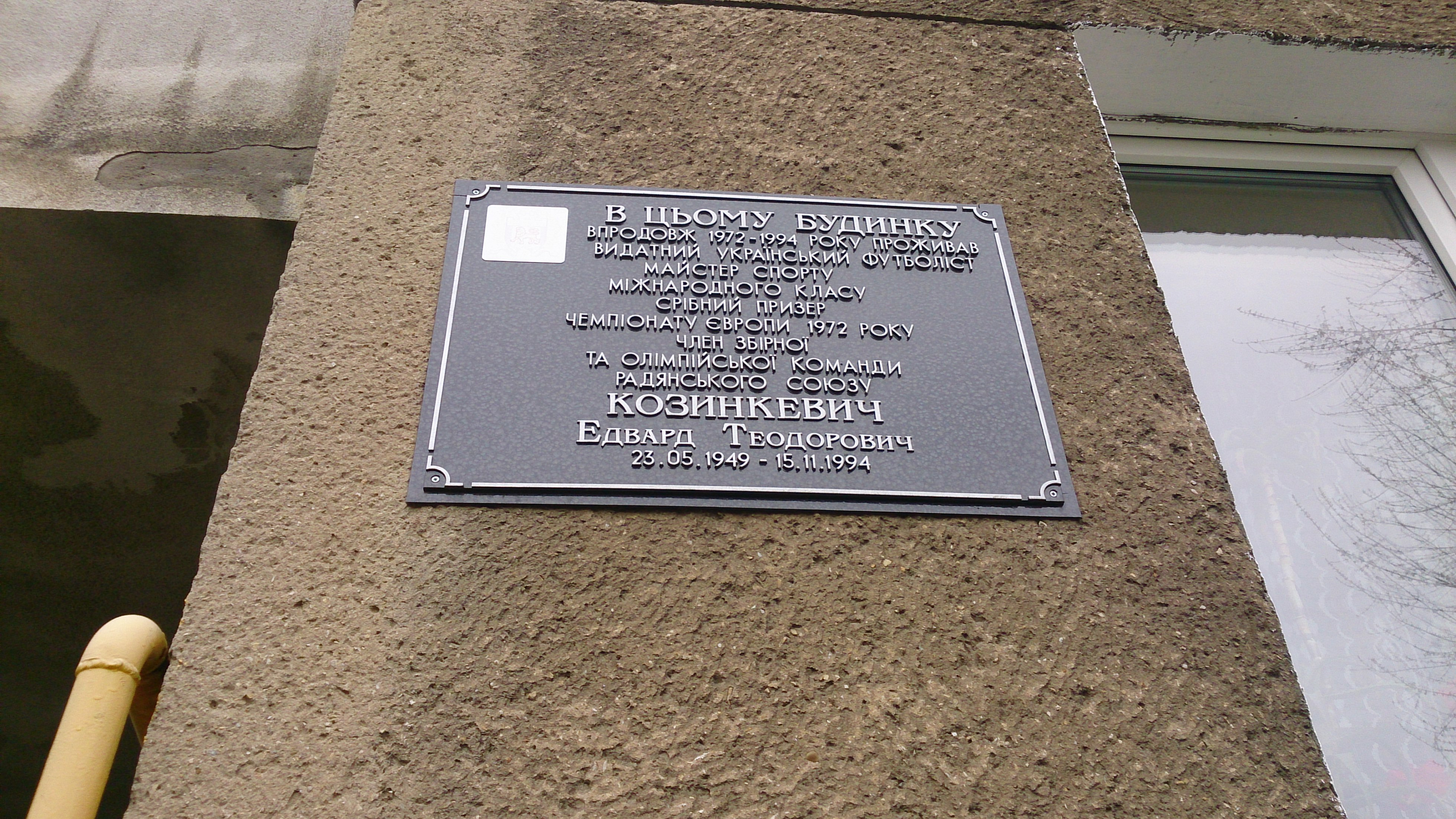
Пам'ятна таблиця

Коли 15 листопада 1994 року Едвард не повернувся вчасно додому, дружина Оксана з їхнім добрим товаришем, партнером по грі в «Карпатах» Богданом Грещаком пішли в гараж. Відчинивши двері, побачили Едварда мертвим за кермом. Офіційною версією було отруєння чадним газом, але двигун не працював, а мертвий Козинкевич мав травмовані руки і голову. І ще зникли гроші, які вони тримали саме у гаражі[джерело?].
Похований на Личаківському цвинтарі (поле 74).
Едвард Козинкевич виховав дочок Мар'яну і Галину. За ініціативи львівської спеціалізованої футбольної СДЮШОР–4, директором якої є колега з «Карпат» Роман Риф'як, у січні 1999 року було проведено перший турнір юних футболістів, присвячений пам'яті Козинкевича. Тепер на будинку на вулиці Княгині Ольги, 16, куди він повертався зі спортивних мандрів, з листопада 2013 року висітиме пам'ятна таблиця, що нагадуватиме про цього видатного львівського футболіста.

## Досягнення
- Бронзовий призер чемпіонату СРСР (1): 1975
- Віце-чемпіон Європи: 1972